# Герб Чада
Герб Чада был принят в 1970 году. В центре находится щит с волнистыми синими линиями, с восходящим солнцем над ним. Щит поддерживают коза и лев. Ниже щита расположены медальон и свиток с национальным девизом («Единство, Труд, Прогресс») на французском языке.
Волнистые линии на щите являются символом озера Чад, восходящее солнце символизирует новое начало. Коза слева представляет северную часть нации, в то время как южная часть представлена львом. В основании щита — Национальный орден Чада.
Также существует эмблема Чада, печать, сформированная с племенной девочкой, представленная в чёрно-белом варианте.